# برناردو مارتينز
برناردو مارتينز هو لاعب كرة قدم برتغالي في مركز الوسط، ولد في 4 ديسمبر 1997 في بورتو في البرتغال. لعب مع ديسبورتيفو تروفينسي.

## وصلات خارجية
- برناردو مارتينز على موقع قاعدة بيانات كرة القدم.إي يو (الإنجليزية)
- برناردو مارتينز على موقع Soccerway.com (الإنجليزية)